# Pachnoda marginata
Pachnoda marginata, ook wel dola of kongo-rozenkever is een uit Midden-Afrika afkomstige kever behorend tot de familie bladsprietkevers, onderfamilie rozenkevers (Cetoninae). Ze worden wel gekweekt voor hun larven die voor sommige terrariumdieren een geliefd voedsel zijn. De larven zijn ca 50-60, de kevers ca 25-32 mm lang. Onder keverkwekers geldt de dola als een van de eenvoudigst te houden soorten voor beginners. Vanwege deze gemakkelijke kweek worden ze ook veelvuldig als onderzoeksobject gebruikt bij wetenschappelijk insectenonderzoek.

## Levenscyclus
De eieren worden gelegd in een dikke laag rottend bladloof, waarna er drie larvestadia volgen die zich voeden met vergaand blad maar die ook rottend fruit niet versmaden. De larven worden uiteindelijk zo lang en dik als een pink. Het laatste larvestadium (L3) maakt dan een eivormige cocon van aarde en uitwerpselen van ca 3,5 cm lang en verpopt zich daarin, 10-20 cm onder de grond. Na enkele weken, afhankelijk van de temperatuur (optimaal tussen 25 en 30 graden Celsius), komt de volwassen kever tevoorschijn. Mannetjes hebben een groefje in de lengte van de onderzijde van hun achterlijf, vrouwtjes niet. De aedagus is groot en krom om deze om de bolling van het achterlijf heen bij het vrouwtje in te kunnen brengen, maar buiten de paring niet zichtbaar.

## Gedrag
De kevers zijn schuw en verspreiden bij beetpakken een doordringende, onaangename lucht door een vloeistof die ze uit de anus afscheiden. Ze eten rijp en rottend fruit en kunnen in gevangenschap uitstekend gevoerd worden met banaan. Ze zijn fraai getekend met bruine en groenzwarte vlekken op een gele achtergrond. Volwassen kevers kunnen goed vliegen, waarbij zoals bij alle rozenkevers de rugschilden niet worden gespreid maar de vliegvleugels zijdelings onder de schilden uitkomen. Bij verstoring graven ze zich snel in de grond. Bij het paren klimt het mannetje bij het vrouwtje op de rug en tracht haar in de stemming te brengen door met de beide voorpoten snelle borstelende bewegingen over haar halsschild te maken.